# 毛豹皮樟
毛豹皮樟（学名：Litsea coreana var. lanuginosa）为樟科木姜子属下的一个变种，又名老鹰茶树。毛豹皮樟的茶葉就是老鹰茶。本草纲目中就已经出现了老鹰茶的這個名字。毛豹皮樟主要生活在四川海拔较高的深山中。